# Czekiszki
Czekiszki (lit. Čekiškė) – miasteczko na Litwie, nad Dubissą, w okręgu kowieńskim, w rejonie kowieńskim, siedziba starostwa Czekiszki; kościół, szkoła, urząd pocztowy.